# Трейд-юніонізм
Трейд-юніонізм (англ. trade-unionism) — назва руху трейд-юніонів в цілому; термін, що позначає течію в робітничому і профспілковому русі, (у вужчому сенсі) одну з форм ідеології реформіста. Трейд-юніон обмежує завдання робочого руху рамками профспілкової боротьби за встановлення вигідніших умов продажу робочої сили, поліпшення економічних і правових умов окремих груп робітників, об'єднаних в профспілки.
У трейд-юніонів, як у продуктах стихійного робочого руху, відбилося всезагальне прагнення всіх робітників добиватися собі від держави тих або інших заходів, направлених проти них, властивих їх положенню, але не усуваючи цього положення, тобто що не знищують підпорядкування праці капіталу.
На ранньому етапі (кінець XVIII ст. — початок XIX ст.) трейд-юніоністський рух як перша форма організації робітників зіграв певну роль в об'єднанні пролетаріату і усвідомленні ним своєї сили. Проте вже в цей період позначилася обмеженість трейд-юніонів. Трейд-юніоністська ідеологія відволікала робітників від рішення головної задачі пролетаріату — знищення системи капіталістичної експлуатації. До середини XIX ст., трейд-юніони набули поширення у Великій Британії, що було обумовлене ранішим в порівнянні з ін. країнами виділенням з середовища пролетаріату робочій аристократії.
Із зростанням чисельності робочої аристократії, пов'язаним з переходом капіталізму іншу стадію, трейд-юніони поширилися у ряді країн Європи, а також у США. У Російській імперії провідниками трейд-юніоністської ідеології були прибічники «економізму», у Німецькій імперії — лідери гирш-дункерських профспілок. Під тиском найрадикальніших елементів деякі трейд-юніони, всупереч політиці реформіста їх лідерів, взяли участь в діяльності Міжнародного товариства робітників.
З кінця 1980-х рр. у Великій Британії розвернувся рух нових трейд-юніонів, некваліфікованих робітників, що допустили в свої ряди, і що встали на позиції класової боротьби. У міру розвитку класової боротьби заглиблювалося протиріччя між трейд-юніоністськими лідерами і масою рядових робітників, посилювалося прагнення здолати вузькі рамки ідеології і політики.
З розвитком робочого руху і посиленням в нім прогресивних тенденцій, що виражалися в зростаючому прагненні до консолідації рядів пролетаріату і його мобілізації на боротьбу за свої класові інтереси, проти системи політичного і економічного панування монополістичного капіталу організації поступово втрачали роль самостійної течії, зливаючись з ін. перебігом опортуністичного толку в рамках реформізму.